# Gonçalves Viana
Aniceto dos Reis Gonçalves Viana (Lisboa, 6 de enero de 1840 — 13 de septiembre de 1914) fue un filólogo, lingüista y lexicógrafo portugués. Está considerado como uno de los mayores fonetistas portugueses. Hizo la primera descripción de conjunto del sistema fonético del portugués en 1883.

## Biografía
Hijo del actor Epifanio Aniceto Gonçalves, nació en Lisboa en 1840. Cuando tenía 17 años, murieron de fiebre amarilla su padre y su hermano mayor, Torcato. El joven Aniceto se vio así obligado a interrumpir los estudios y entrar en la Aduana de Lisboa. Realizó estudios de griego con Antonio José Viale, y de sánscrito, con Guilherme de Vasconcelos Abreu, en paralelo a su labor profesional. En 1880 fue nombrado secretario del 9.º Congreso de Antropología y Arqueología Prehistórica en Lisboa. En 1900, formó parte de la comisión para la revisión de la nomenclatura geográfica portuguesa.

## Comisión de Reforma Ortográfica
Fue uno de los miembros de la Comisión de Reforma Ortográfica de 1911, de la que formaron parte también Carolina Michaëlis, Cándido de Figueiredo, Adolfo Coelho, Leite de Vasconcelos, Gonçalves Guimarães, Ribeiro de Vasconcelos. Gonçalves Viana colaboró en la Revista del Conservatorio Real de Lisboa (1902).
Obras
- Essai de phonétique et de phonologie de la langue portugaise d'après le dialecte actuel de Lisbonne, 1883, separata de Romania, 12, pp 29–98
- Exposição da pronúncia normal portuguesa para uso de nacionais e estrangeiros, 1892.
- Vocabulário ortográfico e ortoépico da língua portuguesa, 1909.
- Ortografia Nacional. Simplificação e uniformização sistemática das ortografias portuguesas, 1904.
- Vocabulário ortográfico e remissivo da língua portuguesa, 1912.
- Estudos de fonética portuguesa